# 本多裕香
本多 裕香（ほんだ ゆうか、1982年2月8日 - ）は、愛知県出身のモデル・女優。アミューズ所属。

## 人物・来歴
- 特技はダンス（ジャズ・ヒップホップ）。
- 2012年1月入籍。[1] 同年9月25日に挙式。[2][3]
- 2014年9月29日に女児出産。[4]

## 出演

### ドラマ
- 結婚式へ行こう!（2006年 - 2007年、TBS）間宮亜樹 役
- 松本清張生誕100年スペシャル・夜光の階段 第7話（2009年、テレビ朝日）

### CM
- NTTドコモ関西
- 社会保険庁
- P&G（ナレーション）
- PSP サルゲッチュ サルサル大作戦（2007年）
- Visa

### 舞台
- 物語ユニット・K助「君がくれたオレンジ色の嘘」（2007年4月6日-8日、於・銀座小劇場）